# Igor Cvitanović
Igor Cvitanović (sinh ngày 1 tháng 11 năm 1970) là một cầu thủ bóng đá người Croatia.

## Đội tuyển bóng đá quốc gia Croatia
Igor Cvitanović thi đấu cho đội tuyển bóng đá quốc gia Croatia từ năm 1992 đến 2001.

## Thống kê sự nghiệp
| Đội tuyển bóng đá Croatia | Đội tuyển bóng đá Croatia | Đội tuyển bóng đá Croatia |
| Năm                       | Trận                      | Bàn                       |
| ------------------------- | ------------------------- | ------------------------- |
| 1992                      | 1                         | 0                         |
| 1993                      | 0                         | 0                         |
| 1994                      | 5                         | 2                         |
| 1995                      | 0                         | 0                         |
| 1996                      | 7                         | 1                         |
| 1997                      | 7                         | 0                         |
| 1998                      | 1                         | 0                         |
| 1999                      | 6                         | 1                         |
| 2000                      | 1                         | 0                         |
| 2001                      | 1                         | 0                         |
| Tổng cộng                 | 29                        | 4                         |

### Bàn thắng quốc tế
| # | Ngày                | Địa điểm                                  | Đối thủ | Bàn thắng | Kết quả | Giải đấu |
| - | ------------------- | ----------------------------------------- | ------- | --------- | ------- | -------- |
| 1 | 17 tháng 8 năm 1994 | Sân vận động Ramat Gan, Ramat Gan, Israel | Israel  | 1 – 0     | 4 – 0   | Giao hữu |
| 2 | 17 tháng 8 năm 1994 | Sân vận động Ramat Gan, Ramat Gan, Israel | Israel  | 2 – 0     | 4 – 0   | Giao hữu |
| 3 | 28 tháng 2 năm 1996 | Sân vận động Kantrida, Rijeka, Croatia    | Ba Lan  | 2 – 1     | 2 – 1   | Giao hữu |
| 4 | 13 tháng 6 năm 1999 | Sân vận động Dongdaemun, Seoul, Hàn Quốc  | Ai Cập  | 1 – 2     | 2 – 2   | Giao hữu |